# آندراش شیکه
آندراش شیکه (مجاری: Sike András؛ زادهٔ ۱۸ ژوئیهٔ ۱۹۶۵ ‏(۵۹ سال)) ورزشکار رشته کشتی فرنگی اهل مجارستان است.
وی در مسابقات کشوری و بین‌المللی در مجموع برندهٔ ۱ مدال طلا، ۱ مدال نقره، ۳ مدال برنز شده‌است.
وی در بازی‌های المپیک تابستانی ۱۹۸۸ در خروس‌وزن کشتی فرنگی به مدال طلا دست یافت.